# Morten Andersen
Morten Andersen (Struer, 19 agosto 1960) è un ex giocatore di football americano danese, soprannominato The Great Dane, che ha giocato nel ruolo di placekicker nella National Football League (NFL). È il leader di tutti i tempi della NFL per punti segnati in carriera, oltre che di due franchigie, i New Orleans Saints, con cui disputò 13 stagioni, e gli Atlanta Falcons, con cui trascorse in totale 8 stagioni. Nel 2017 è stato introdotto nella Pro Football Hall of Fame.

## Carriera professionistica
Andersen fu scelto dai New Orleans Saints nel corso del quarto giro del Draft NFL 1982. La sua carriera da professionista partì in salita quando, calciando il suo primo kickoff durante la stagione accorciata per sciopero del 1982, si ruppe la caviglia, perdendo otto settimane di gioco. Malgrado il difficile inizio, si impose presto come uno dei placekicker più affidabili della NFL. Nei suoi anni coi Saints fu convocato per sei Pro Bowl, calciò 302 field goal e segnò 1 318 punti. Nel 1991, contro i Chicago Bears, Andersen calciò un field goal da 60 yard, all'epoca il secondo della storia della NFL. La precisione di Andersen nei calci gli fece guadagnare il soprannome di "Mr. Automatic." Dopo la stagione 1994 fu svincolato dai Saints per ragioni di risparmio sul salary cap e perché la sua precisione stava iniziando a declinare.
Dopo il taglio da parte dei Saints, Andersen firmò con gli Atlanta Falcons, mettendo a tacere coloro che lo consideravano ormai sul viale del tramonto, venendo convocato per un altro Pro Bowl ad Atlanta. Nel dicembre 1995 contro i Saints, divenne il primo giocatore della storia della NFL a calciare tre field goal da oltre 50 yard nella stessa partita.
Nella settimana 17 della stagione 1996, Andersen sbagliò un field goal da 30 yard che consentì ai Jacksonville Jaguars di raggiungere i playoff. Due anni dopo calciò nei supplementari il field goal della vittoria nella finale della NFC che permise ai Falcons di battere i favoritissimi Minnesota Vikings consentendo alla sua squadra di raggiungere il primo Super Bowl della sua storia.
Andersen passò ai New York Giants per la stagione 2001, dopo di che si trasferì ai Kansas City Chiefs nelle due annate successive. Prima della stagione 2004, Andersen fu superato come titolare dal rookie Lawrence Tynes. Fu svincolato dai Chiefs e firmò coi Minnesota Vikings. Anche se la forza della sua gamba non era più quella di un tempo, continuò a dimostrarsi preciso nei field goal. Nella stagione 2005 non firmò per alcuna squadra, rimanendo fuori dai campi per tutto l'anno.
Nel gennaio 2006, Andersen fu il primo membro ad essere indotto nella Danish American Football Federation Hall of Fame. Più tardi nello stesso anno, Andersen fece ritorno nella NFL, firmando nuovamente con gli Atlanta Falcons; Andersen venne firmato per aiutare Michael Koenen, che all'epoca svolgeva il doppio ruolo di punter e kicker (un fatto estremamente raro nella NFL) sbagliando diversi field goal. Dopo la firma di Morten, Koenen rimase a giocare solamente nella posizione di punt. Nella sua prima gara dal ritorno, un Monday Night Football contro i Saints,  Andersen segnò gli unici punti dei Falcons con un field goal da 26 yard nel primo quarto. Nella gara successiva, Andersen segnò 5 field goal su 5 (pareggiando per la nona volta il suo primato in carriera), oltre a segnare entrambi i tentativi di extra point. Per questa prestazione fu nominato miglior giocatore degli special team della NFC della settimana, il più vecchio ad aggiudicarsi questo premio da quando fu istituito nel 1984.
Il 16 dicembre 2006, Andersen superò Gary Anderson come primatista di tutti i tempi della NFL per punti segnati. La settimana successiva, Andersen superò lo stesso Anderson per il maggior numero di field goal segnati in carriera.
Il 17 settembre 2007, Morten firmò ancora coi Falcons per rimediare al loro incerto gioco sui calci. Quella stagione regolare la concluse segnando 25 field goal su 28 (89,3%), la stagione più precisa della sua carriera.
Nella stagione 2008, Morten Andersen non ottenne alcun contratto, ma attese fino all'8 dicembre per ritirarsi. Se fosse sceso in campo dopo il 6 dicembre, sarebbe diventato il più vecchio giocatore a scendere in campo nella NFL, superando il record di George Blanda.
Il 6 novembre 2009, Morten Andersen fu inserito nella New Orleans Saints Hall of Fame.

## Palmarès
- (7) Pro Bowl (1985, 1986, 1987, 1988, 1990, 1992, 1995)
- (6) All-Pro (1985, 1986, 1987, 1988, 1992, 1995)
- Formazione ideale della NFL degli anni 1980
- Formazione ideale della NFL degli anni 1990
- New Orleans Saints Hall of Fame
- Pro Football Hall of Fame (Classe del 2017)